# 카스트라
카스트라(castra, 단수형: 카스트룸, castrum)는 로마 공화국과 로마 제국에서는 군사 관련 용어였다.
라틴어 용법에서 단수형 castrum은 '요새'를 의미하고, 복수형 castra는 '주둔지'를 의미한다. 단수형과 복수형은 라틴어로 요새화된 군사 기지로 사용되는 건물이나 토지를 의미할 수 있다.
영어 사용법에서 castrum은 일반적으로 "로마 요새", "로마 주둔지"로 번역된다. 그러나 학문적 관습에서는 castrum을 "요새", "주둔지", "행진 주둔지" 또는 "요새"로 번역하는 경향이 있다.
로마인들은 대규모 군단 요새, 집단이나 보조 부대를 위한 소규모 요새, 임시 군영, 행군 요새 등 다양한 규모의 수용소를 가리키는데 castrum이라는 용어를 사용했다. 소형 형태의 카스텔룸(castellum)은 일반적으로 집단이나 백부대가 분리된 요새를 위해 사용되었다.

## 같이 보기
- 방어시설
- 로마 군단